# La sociedad de la lucha
La sociedad de la lucha (título original: The Circuit 2: The Final Punch) es una película canadiense-estadounidense de acción, drama y deporte de 2002, dirigida por Jalal Merhi, escrita por Glen G. Doyle, musicalizada por Varouje, en la fotografía estuvo Curtis Petersen y los protagonistas son Olivier Gruner, Jalal Merhi y Lorenzo Lamas, entre otros. El filme fue realizado por Film One Productions y se estrenó el 16 de mayo de 2002.

## Sinopsis
Los reclusos están falleciendo en la Institución Correccional de Ogden. En esa cárcel, un alcaide corrupto aplica la justicia a su manera y hace negocios.